# District de Rochefort (Charente-Maritime)
Pour les articles homonymes, voir District de Rochefort.
Le district de Rochefort est une ancienne division territoriale française du département de la Charente-Inférieure de 1790 à 1795.
Il était composé des cantons de Rochefort, Benon, Tonnay-Charente, Ciré-d'Aunis et Surgères.